# TFF 3. Lig 2017/18
Die Spor Toto 3. Lig 2017/18 war die 17. Spielzeit der vierthöchsten türkischen Spielklasse im Fußball der Männer. Sie begann am 26. August 2017 mit dem 1. Spieltag und endete am 23. Mai 2018 mit den Play-off-Spielen zwischen den Zweit- bis Fünftplatzierten aller drei Gruppen enden.

## Austragungsmodus
Anders als in der Vorsaison wurde die Gesamtmannschaftszahl von 55 Mannschaften auf 54 Mannschaften reduziert. Damit wurde das Ziel erreicht die Liga mit drei Gruppen mit je 18 Mannschaften zu gestalten. Letzte Saison war dies nicht möglich, da  Cizrespor trotz Abstiegs unter Berücksichtigung besonderer Vorkommnisse in der Liga behalten wurde. Damit spielten diese 54 Mannschaften in drei Gruppen mit jeweils 18 Mannschaften um den Aufstieg in die TFF 2. Lig bzw. gegen den Abstieg in die regionale Amateurliga. Die Einteilung der Liga wurde nicht regionalspezifisch durchgeführt. In der ersten Etappe, der normalen Ligaphase, stiegen alle Erstplatzierten direkt in die TFF 2. Lig auf, während die drei letztplatzierten Teams der Gruppen mit 18 Mannschaften in die Bölgesel Amatör Lig abstiegen. Die Einteilung der Mannschaften in die jeweiligen Gruppen wurde per Auslosung am 10. Juli 2017 in den zentralen Trainingsanlagen des türkische Fußballverband im Istanbuler Stadtteil Beykoz bestimmt. Die Auslosung des Spielplanes der Spielzeit wurde am 12. Juli 2016 an gleicher Stelle gezogen. Ferner wurden in der ersten Etappe, der normalen Ligaphase, auch ermittelt, welche Teams sich für die zweite Etappe, für die Playoff-Phase, qualifizieren. Die Zweit- bis Fünftplatzierten aller Gruppen qualifizierten sich für die Playoffs.
In der Playoff-Phase wurden die letzten drei Aufsteiger per K.-o.-System bestimmt. Dabei wurden für jede Gruppe eine separate Playoff-Runde durchgeführt. In jeder dieser Playoff-Runde wurde jeweils ein Aufsteiger ausgespielt. Die Halbfinalbegegnungen wurden mit Hin- und Rückspiel entschieden und bilde damit eine Regeländerung zur letzten Saison, in der die Halbfinalbegegnungen mit einer Begegnung in einer für alle teilnehmenden Mannschaften neutralen Städten entschieden wurden, dar. Die Play-off-Finalbegegnungen wurden hingegen wie letztes Jahr mit einer Partie entschieden und fanden in für alle teilnehmenden Mannschaften neutralen Städten statt.

## Teilnehmer
Zu Saisonbeginn waren zu den von der vorherigen Saison verbliebenen 38 Mannschaften die sechs Absteiger aus der Üsküdar Anadolu 1908 SK, Büyükçekmece Tepecikspor, Ofspor, Aydınspor 1923, 1461 Trabzon, Kayseri Erciyesspor und die neun Aufsteiger Ergene Velimeşe SK, Güzelorduspor, Osmaniyespor FK, Karaköprü Belediyespor, Turgutluspor, Utaş Uşakspor, Erokspor, Yeni Altindağ Belediyespor, Mardin 47 Spor aus der Bölgesel Amatör Lig hinzugekommen. Die Gesamtmannschaftszahl wurde mit dieser Spielzeit von 57 mit je 18 Mannschaften in zwei Gruppen und 19 Mannschaften in einer Gruppe reduziert.

## Mannschaften 2017/18

### Gruppe 1
| Mannschaft                              | Stadt     | Gründung | In der Liga seit | Letzte Saison | Stadion                     | Kapazität |
| --------------------------------------- | --------- | -------- | ---------------- | ------------- | --------------------------- | --------- |
| 12 Bingölspor                           | Bingöl    | 2012     | 2016             | 14.           | Bingöl Şehir Stadı          | 3.000     |
| Batman Petrolspor                       | Batman    | 1960     | 2006             | 12.           | Batman 16 Mayıs Stadı       | 4.900     |
| Bayburt Grup İl Özel İdare GS           | Bayburt   | 2009     | 2014             | 10.           | Bayburt Gençosman Stadı     | 5.000     |
| Bayrampaşaspor                          | Istanbul  | 1959     | 2012             | 5.            | Çetin-Emeç-Stadion          | 3.500     |
| Bergama Belediyespor                    | Bergama   | 1970     | 2012             | 13.           | 14 Eylül Stadı              | 2.000     |
| Çatalcaspor                             | Çatalca   | 1942     | 2014             | 11.           | Çatalca Ziy Altınoğlu Stadı | 6.150     |
| Dardanelspor                            | Çanakkale | 1966     | 2014             | 14.           | 18 Mayıs Stadı              | 12.6920   |
| Düzcespor                               | Düzce     | 1984     | 2015             | 6.            | 18 Temmuz Stadyumu          | 5.000     |
| Erbaaspor                               | Erbaa     | 1947     | 2016             | 2.            | Erbaa İlçe Stadı            | 3.000     |
| Erzin Belediyespor                      | Erzin     | 1978     | 2014             | 12.           | Erzin İlçe Stadı            | 3.000     |
| Halide Edip Adıvar SK                   | Istanbul  | 2008     | 2016             | 7.            | Vefa Stadı                  | 6.500     |
| Kemerspor 2003                          | Kemer     | 2003     | 2009             | 9.            | Dr. Fehmi Öncel Stadı       | 12.3900   |
| Kozan Belediyespor                      | Kozan     | 1955     | 2015             | 11.           | Kozan İsmet Atlı Stadı      | 2.000     |
| Manisa BB                               | Manisa    | 1994     | 2015             | 4.            | Mümin Özkasap Spor Tesisi   | 1.000     |
| Ofspor (Absteiger)                      | Of        | 1968     | 2017             | 018. 1        | Of Stadyumu                 | 2.000     |
| Orhangazispor                           | Orhangazi | 1982     | 2005             | 11.           | Orhangazi İlçe Stadı        | 2.000     |
| Yeni Altindağ Belediyespor (Aufsteiger) | Ankara    | ?        | 2017             | 01. 2         | Altındağ Sentetik Saha      | 1.500     |
| Yomraspor                               | Yomra     | 1968     | 2016             | 10.           | Yomra İlçe Stadı            | 0850      |

### Gruppe 2
| Mannschaft                      | Stadt      | Gründung | In der Liga seit | Letzte Saison | Stadion                   | Kapazität |
| ------------------------------- | ---------- | -------- | ---------------- | ------------- | ------------------------- | --------- |
| 1461 Trabzon (Absteiger)        | Trabzon    | 2008     | 2017             | 017. 1        | Ahmet Suat Özyazıcı Stadı | 7.916     |
| Anadolu Bağcılar SK (Absteiger) | Istanbul   | 1953     | 2017             | 016. 1        | Beylerbeyi 75. Yıl Stadı  | 5.000     |
| Anagold 24 Erzincanspor         | Refahiye   | 1984     | 2012             | 9.            | Erzincan 13 Şubat Stadı   | 6.000     |
| Ankara Demirspor                | Ankara     | 1932     | 2016             | 3.            | Cebeci İnönü Stadı        | 37.0000   |
| Darıca Gençlerbirliği           | Darıca     | 1934     | 2009             | 3.            | Darıca İlçe Stadı         | 6.000     |
| Diyarbekirspor                  | Diyarbakır | 2010     | 2013             | 4.            | Diyarbakır Atatürk Stadı  | 12.9630   |
| Ergene Velimeşe SK (Aufsteiger) | Ergene     | 1979     | 2017             | 01. 2         | Velimeşe Çim Stadyumu     | 1.100     |
| Erokspor (Aufsteiger)           | Istanbul   | 1959     | 2017             | 01. 2         | Esenler Stadyumu          | 16.5000   |
| Gölcükspor                      | Gölcük     | 1984     | 2002             | 6.            | Şirinköy Stadı            | 5.000     |
| Kayseri Erciyesspor (Absteiger) | Kayseri    | 1966     | 2016             | 018. 1        | Kayseri Kadir Has Stadı   | 32.864    |
| Kırıkhanspor                    | Kırıkhan   | 1938     | 2009             | 8.            | Kırıkhan İlçe Stadı       | 6.500     |
| Muğlaspor                       | Muğla      | 1969     | 2016             | 10.           | Muğla Atatürk Stadı       | 7.755     |
| Pazarspor                       | Pazar      | 1973     | 2016             | 15.           | Alparslan-Türkeş-Stadion  | 16.7500   |
| Tire 1922 Spor                  | Tire       | ?        | 2014             | 11.           | Tire 4 Eylül Stadı        | 5.000     |
| Turgutluspor (Aufsteiger)       | Turgutlu   | 1984     | 2017             | 01. 2         | 7 Eylül Stadı             | 5.000     |
| Van BB                          | Van        | 1982     | 2011             | 8.            | Van Atatürk Stadı         | 10.5000   |
| Yeni Orduspor (Aufsteiger)      | Ordu       | 1973     | 2017             | 01. 2         | Ordu 19 Eylül Stadı       | 11.0240   |
| Yeşil Bursa SK                  | Bursa      | 1974     | 2007             | 13.           | Veledrom Stadı            | 10.0000   |

### Gruppe 3
| Mannschaft                           | Stadt        | Gründung | In der Liga seit | Letzte Saison | Stadion                      | Kapazität |
| ------------------------------------ | ------------ | -------- | ---------------- | ------------- | ---------------------------- | --------- |
| Ankara Adliyespor                    | Ankara       | 1993     | 2013             | 9.            | Hasan Doğan Stadı            | 10.0000   |
| Arsinspor (Aufsteiger)               | Arsin        | 1973     | 2017             | 01. 2         | Arsin İlçe Stadyumu          | 1.300     |
| Aydınspor 1923 (Absteiger)           | Aydın        | 1993     | 2017             | 016. 1        | Adnan-Menderes-Stadion       | 15.0000   |
| Büyükçekmece Tepecikspor (Absteiger) | Istanbul     | 1988     | 2017             | 017. 1        | Tepecik Belediye Stadion     | 3.000     |
| Cizrespor                            | Cizre        | 1972     | 2015             | 13.           | Cizre Ilçe Stadyumu          | 1.000     |
| Çorum Belediyespor                   | Çorum        | 1997     | 2012             | 5.            | Dr. Turhan Kılıçcıoğlu Stadı | 11.2630   |
| Düzyurtspor                          | Trabzon      | 1986     | 2015             | 7.            | Yavuz-Selim-Stadion          | 1.820     |
| Elaziz Belediyespor                  | Elazığ       | 2016     | 2016             | 6.            | Elazığ Atatürk Stadı         | 13.9230   |
| Karacabey Birlikspor                 | Karacabey    | 2008     | 2005             | 14.           | Nilüfer Stadı                | 2.000     |
| Kızılcabölükspor                     | Kızılcabölük | 1982     | 2013             | 7.            | Tavas İlçe Stadı             | 0540      |
| Kocaelispor                          | İzmit        | 1966     | 2016             | 4.            | İsmetpaşa-Stadion            | 16.7500   |
| Osmaniyespor FK (Aufsteiger)         | Osmaniye     | 2011     | 2017             | 01. 2         | 7 Ocak Stadyumu              | 6.635     |
| Payasspor                            | Payas        | 1975     | 2013             | 15.           | Payaş İlçe Stadı             | 2.000     |
| Sultanbeyli Belediyespor             | Istanbul     | 1986     | 2015             | 12.           | Sultanbeyli Belediye Stadı   | 0200      |
| Karaköprü Belediyespor (Aufsteiger)  | Şanlıurfa    | 1992     | 2017             | 01. 2         | Faruk Çelik Spor Kompleksi   | 1.000     |
| Tarsus İdman Yurdu                   | Tarsus       | 1923     | 2012             | 8.            | Burhanettin-Kocamaz-Stadion  | 6.000     |
| Tekirdağspor                         | Tekirdağ     | 1967     | 2015             | 15.           | Namık Kemal Stadı            | 4.900     |
| Utaş Uşakspor (Aufsteiger)           | Uşak         | 1984     | 2017             | 01. 2         | 1 Eylül Stadyumu             | 5.944     |

## Statistiken

### Abschlusstabelle Gruppe 1
| Pl. | Verein                         | Sp. | S  | U  | N  | Tore    | Diff. | Punkte |
| --- | ------------------------------ | --- | -- | -- | -- | ------- | ----- | ------ |
| 1.  | Manisa BB                      | 34  | 23 | 6  | 5  | 060:270 | +33   | 75     |
| 2.  | Bayburt Grup İl Özel İdare GS  | 34  | 17 | 11 | 6  | 051:330 | +18   | 62     |
| 3.  | Kemerspor 2003                 | 34  | 15 | 12 | 7  | 062:440 | +18   | 57     |
| 4.  | Bayrampaşaspor                 | 34  | 16 | 9  | 9  | 043:340 | +9    | 57     |
| 5.  | Düzcespor                      | 34  | 14 | 13 | 7  | 041:340 | +7    | 55     |
| 6.  | Ofspor (A)                     | 34  | 16 | 7  | 11 | 041:270 | +14   | 55     |
| 7.  | Halide Edip Adıvar SK          | 34  | 13 | 12 | 9  | 045:330 | +12   | 51     |
| 8.  | Erbaaspor                      | 34  | 13 | 9  | 12 | 046:410 | +5    | 48     |
| 9.  | Batman Petrolspor              | 34  | 12 | 12 | 10 | 043:360 | +7    | 48     |
| 10. | Yeni Altindağ Belediyespor (N) | 34  | 11 | 9  | 14 | 042:440 | −2    | 42     |
| 11. | Çatalcaspor                    | 34  | 10 | 11 | 13 | 033:370 | −4    | 41     |
| 12. | Kozan Belediyespor             | 34  | 11 | 6  | 17 | 042:520 | −10   | 39     |
| 13. | Yomraspor                      | 34  | 9  | 10 | 15 | 023:420 | −19   | 37     |
| 14. | Erzin Belediyespor             | 34  | 10 | 6  | 18 | 035:530 | −18   | 36     |
| 15. | Bergama Belediyespor           | 34  | 8  | 10 | 16 | 035:540 | −19   | 34     |
| 16. | 12 Bingölspor                  | 34  | 7  | 13 | 14 | 028:420 | −14   | 34     |
| 17. | Orhangazispor                  | 34  | 6  | 13 | 15 | 034:520 | −18   | 31     |
| 18. | Dardanelspor                   | 34  | 5  | 11 | 18 | 035:540 | −19   | 26     |

Platzierungskriterien: 1. Punkte – 2. Direkter Vergleich (Punkte, Tordifferenz, geschossene Tore) – 3. Tordifferenz – 4. geschossene Tore

| (A) | Absteiger aus der TFF 2. Lig 2016/17           |
| (N) | Aufsteiger aus der Bölgesel Amatör Lig 2016/17 |

### Abschlusstabelle Gruppe 2
| Pl. | Verein                  | Sp. | S  | U  | N  | Tore    | Diff. | Punkte |
| --- | ----------------------- | --- | -- | -- | -- | ------- | ----- | ------ |
| 1.  | Darıca Gençlerbirliği   | 34  | 21 | 9  | 4  | 064:180 | +46   | 72     |
| 2.  | Ankara Demirspor        | 34  | 22 | 5  | 7  | 060:310 | +29   | 71     |
| 3.  | Diyarbekirspor          | 34  | 19 | 7  | 8  | 063:400 | +23   | 64     |
| 4.  | Tire 1922 Spor          | 34  | 16 | 13 | 5  | 052:280 | +24   | 61     |
| 5.  | Anagold 24 Erzincanspor | 34  | 17 | 10 | 7  | 053:300 | +23   | 61     |
| 6.  | Pazarspor               | 34  | 16 | 10 | 8  | 047:360 | +11   | 58     |
| 7.  | Yeni Orduspor (N)       | 34  | 15 | 10 | 9  | 052:330 | +19   | 55     |
| 8.  | Anadolu Bağcılar SK (A) | 34  | 14 | 7  | 13 | 047:480 | −1    | 49     |
| 9.  | Van BB                  | 34  | 14 | 7  | 13 | 056:470 | +9    | 49     |
| 10. | Turgutluspor (N)        | 34  | 14 | 5  | 15 | 046:470 | −1    | 47     |
| 11. | Gölcükspor              | 34  | 13 | 8  | 13 | 056:490 | +7    | 47     |
| 12. | Erokspor (N)            | 34  | 13 | 7  | 14 | 042:370 | +5    | 46     |
| 13. | Muğlaspor               | 34  | 11 | 8  | 15 | 036:360 | ±0    | 41     |
| 14. | 1461 Trabzon (A)        | 34  | 11 | 5  | 18 | 051:540 | −3    | 38     |
| 15. | Ergene Velimeşe SK (N)  | 34  | 8  | 13 | 13 | 038:430 | −5    | 37     |
| 16. | Kırıkhanspor            | 34  | 7  | 6  | 21 | 028:550 | −27   | 27     |
| 17. | Yeşil Bursa SK          | 34  | 5  | 7  | 22 | 024:550 | −31   | 22     |
| 18. | Kayseri Erciyesspor (A) | 34  | 0  | 3  | 31 | 017:145 | −128  | −6     |

Platzierungskriterien: 1. Punkte – 2. Direkter Vergleich (Punkte, Tordifferenz, geschossene Tore) – 3. Tordifferenz – 4. geschossene Tore

| (A) | Absteiger aus der TFF 2. Lig 2016/17           |
| (N) | Aufsteiger aus der Bölgesel Amatör Lig 2016/17 |

### Abschlusstabelle Gruppe 3
| Pl. | Verein                       | Sp. | S  | U  | N  | Tore    | Diff. | Punkte |
| --- | ---------------------------- | --- | -- | -- | -- | ------- | ----- | ------ |
| 1.  | Utaş Uşakspor (N)            | 34  | 19 | 11 | 4  | 057:260 | +31   | 68     |
| 2.  | Tarsus İdman Yurdu           | 34  | 17 | 10 | 7  | 060:360 | +24   | 61     |
| 3.  | Sultanbeyli Belediyespor     | 34  | 16 | 10 | 8  | 052:340 | +18   | 58     |
| 4.  | Kızılcabölükspor             | 34  | 14 | 14 | 6  | 054:390 | +15   | 56     |
| 5.  | Elaziz Belediyespor          | 34  | 14 | 10 | 10 | 043:400 | +3    | 52     |
| 6.  | Büyükçekmece Tepecikspor (A) | 34  | 16 | 4  | 14 | 039:400 | −1    | 52     |
| 7.  | Çorum Belediyespor           | 34  | 10 | 18 | 6  | 051:390 | +12   | 48     |
| 8.  | Cizrespor                    | 34  | 13 | 7  | 14 | 039:460 | −7    | 46     |
| 9.  | Düzyurtspor                  | 34  | 11 | 12 | 11 | 048:500 | −2    | 45     |
| 10. | Karaköprü Belediyespor (N)   | 34  | 11 | 12 | 11 | 046:330 | +13   | 45     |
| 11. | Karacabey Birlikspor         | 34  | 11 | 9  | 14 | 028:320 | −4    | 42     |
| 12. | Payasspor                    | 34  | 10 | 11 | 13 | 037:460 | −9    | 41     |
| 13. | Kocaelispor                  | 34  | 9  | 13 | 12 | 035:420 | −7    | 40     |
| 14. | Ankara Adliyespor            | 34  | 8  | 14 | 12 | 032:400 | −8    | 38     |
| 15. | Osmaniyespor FK (N)          | 34  | 8  | 14 | 12 | 037:490 | −12   | 38     |
| 16. | Aydınspor 1923 (A)           | 34  | 7  | 11 | 16 | 028:500 | −22   | 32     |
| 17. | Tekirdağspor                 | 34  | 8  | 6  | 20 | 042:640 | −22   | 30     |
| 18. | Arsinspor (N)                | 34  | 7  | 8  | 19 | 022:440 | −22   | 26     |

Platzierungskriterien: 1. Punkte – 2. Direkter Vergleich (Punkte, Tordifferenz, geschossene Tore) – 3. Tordifferenz – 4. geschossene Tore

| (A) | Absteiger aus der TFF 2. Lig 2016/17           |
| (N) | Aufsteiger aus der Bölgesel Amatör Lig 2016/17 |

## Play-offs

### Gruppe 1
- Hinspiele: 11. Mai 2018, 16:00 Uhr
- Rückspiele: 15. Mai 2018, 16:00 Uhr / 19:00 Uhr

|                | Gesamt |                               | Hinspiel | Rückspiel |
| -------------- | ------ | ----------------------------- | -------- | --------- |
| Düzcespor      | 3:1    | Bayburt Grup İl Özel İdare GS | 1:0      | 2:1       |
| Bayrampaşaspor | 4:1    | Kemerspor 2003                | 3:0      | 1:1       |

Finale
| Düzcespor                                                        | Düzcespor | Bayrampaşaspor | Bayrampaşaspor |
| ---------------------------------------------------------------- | --- | --- | -------------- |
| Düzcespor                                                        | \| Playoff-Finale der Gruppe 1 \| \| 24. Mai 2018 um 16:00 Uhr in Balıkesir (Balıkesir Atatürk Stadı) \| \| Ergebnis: 2:3 n. V. (1:1, 1:1) \| \| Schiedsrichter: Koray Gençerler \| \| Spielbericht \|                                                 | \| Playoff-Finale der Gruppe 1 \| \| 24. Mai 2018 um 16:00 Uhr in Balıkesir (Balıkesir Atatürk Stadı) \| \| Ergebnis: 2:3 n. V. (1:1, 1:1) \| \| Schiedsrichter: Koray Gençerler \| \| Spielbericht \|                                                       | Bayrampaşaspor |
| Düzcespor                                                        | Alper Doğan – Bedri Evren (99. Enver Ayyildiz), Tayfun Yanar, Burçak Özkanca – Hüseyin Iriç, Serhat Baştan, Buğra Temel (106. Ismail Türk), Zihni Aydin, Oktay Gümüş – Çağri Tekin, Mustafa Bedirhan Çelik (84. Ahmet Ümer) Cheftrainer: Timur Şahinel | Hamdi Tevfik Altıok – Güray Firat, Sefa Korkmaz, Polat Güren (59. Hüseyin Akoğlu), Ilker Cihan – Bülent Kocabey (68. Yavuz Ayazuğlu), Ahmet Güney, Sercan Uslu (110. Ahmet Keleş), Gökhan Günel, Hayrullah Akyel – Benhur Keser Cheftrainer: Murat Şenvardar | Bayrampaşaspor |
| Düzcespor                                                        | 1:1 Hüseyin Iriç (29.) | 0:1 Sercan Uslu (28.) | Bayrampaşaspor |
| Düzcespor                                                        | Serhat Baştan (106.), Çağri Tekin (113.) | Hüseyin Akoğlu (107.), Güray Firat (111.) | Bayrampaşaspor |
| Düzcespor                                                        | Alper Doğan (117.) | | Bayrampaşaspor |
| Düzcespor                                                        | Bayrampaşaspor ist durch diesen Sieg in die TFF 2. Lig aufgestiegen | | Bayrampaşaspor |
| Playoff-Finale der Gruppe 1                                      | | |                |
| 24. Mai 2018 um 16:00 Uhr in Balıkesir (Balıkesir Atatürk Stadı) | | |                |
| Ergebnis: 2:3 n. V. (1:1, 1:1)                                   | | |                |
| Schiedsrichter: Koray Gençerler                                  | | |                |
| Spielbericht                                                     | | |                |

### Gruppe 2
- Hinspiele: 11. Mai 2018, 16:00 Uhr / 19:00 Uhr
- Rückspiele: 15. Mai 2018, 16:00 Uhr / 19:00 Uhr

|                         | Gesamt |                  | Hinspiel | Rückspiel |
| ----------------------- | ------ | ---------------- | -------- | --------- |
| Anagold 24 Erzincanspor | 1:3    | Ankara Demirspor | 1:0      | 0:3       |
| Tire 1922 Spor          | 1:4    | Diyarbekirspor   | 1:0      | 0:4       |

Finale
| Ankara Demirspor                                                                | Ankara Demirspor | Diyarbekirspor | Diyarbekirspor |
| ------------------------------------------------------------------------------- | --- | --- | -------------- |
| Ankara Demirspor                                                                | \| Playoff-Finale der Gruppe 2 \| \| 22. Mai 2018 um 16:00 Uhr in Başakşehir (İstanbul Başakşehir Fatih Terim Stadı) \| \| Ergebnis: 3:1 (1:0) \| \| Schiedsrichter: Ali Şansalan \| \| Spielbericht \|                                                                  | \| Playoff-Finale der Gruppe 2 \| \| 22. Mai 2018 um 16:00 Uhr in Başakşehir (İstanbul Başakşehir Fatih Terim Stadı) \| \| Ergebnis: 3:1 (1:0) \| \| Schiedsrichter: Ali Şansalan \| \| Spielbericht \|                      | Diyarbekirspor |
| Ankara Demirspor                                                                | Süleyman Kasap – Adem Sağlam, Ahmet Şahbaz, Kerem Hakan Vapurluoğlu, Çınar Tarhan – Furkan Işıkdemir (89. Celal Çirpanli), Burak Öksüz, Burak Sürmeli, Hasan Kaya (83. Bilal Özhan) – Muhammed Enes Yilmaz (87. Burak Aydin), Sebahattin Usta Cheftrainer: Dilaver Mutlu | Gökhan Yenigün – Emre Tosun, Gökhan Köseoğlu, Emrah Kiraz – Ercüment Balikci (84. Yakup Alkan), Mehmet Özdıraz, Fatih Ergen, Osman Bayrak (69. Taner Yildiz), Tugay Kırcalı – Umut Dilek, Aykut Çift Cheftrainer: Faruk Türk | Diyarbekirspor |
| Ankara Demirspor                                                                | 1:0 Hasan Kaya (42.) 2:1 Çınar Tarhan (78.) 3:1 Burak Aydin (90.+2') | 1:1 Aykut Çift (56.) | Diyarbekirspor |
| Ankara Demirspor                                                                | Furkan Işıkdemir (47.), Ahmet Şahbaz (65.), Kerem Hakan Vapurluoğlu (69.), Burak Sürmeli (86.), Burak Öksüz (89.) | Emrah Kiraz (37.), Tugay Kırcalı (60.), Emre Tosun (66.) | Diyarbekirspor |
| Ankara Demirspor                                                                | Fatih Ergen (66.) | | Diyarbekirspor |
| Ankara Demirspor                                                                | Ankara Demirspor ist durch diesen Sieg in die TFF 2. Lig aufgestiegen | | Diyarbekirspor |
| Playoff-Finale der Gruppe 2                                                     | | |                |
| 22. Mai 2018 um 16:00 Uhr in Başakşehir (İstanbul Başakşehir Fatih Terim Stadı) | | |                |
| Ergebnis: 3:1 (1:0)                                                             | | |                |
| Schiedsrichter: Ali Şansalan                                                    | | |                |
| Spielbericht                                                                    | | |                |

### Gruppe 3
- Hinspiele: 11. Mai 2018, 16:00 Uhr
- Rückspiele: 15. Mai 2018, 16:00 Uhr / 19:00 Uhr

|                     | Gesamt |                          | Hinspiel | Rückspiel |
| ------------------- | ------ | ------------------------ | -------- | --------- |
| Kızılcabölükspor    | 2:0    | Sultanbeyli Belediyespor | 0:0      | 2:0       |
| Elaziz Belediyespor | 5:7    | Tarsus İdman Yurdu       | 2:5      | 3:2       |

Finale
| Tarsus İdman Yurdu                                  | Tarsus İdman Yurdu | Kızılcabölükspor | Kızılcabölükspor |
| --------------------------------------------------- | --- | --- | ---------------- |
| Tarsus İdman Yurdu                                  | \| Playoff-Finale der Gruppe 3 \| \| 23. Mai 2018 um 16:00 Uhr in Ankara (Osmanlı Stadı) \| \| Ergebnis: 1:0 (1:0) \| \| Schiedsrichter: Bariş Şimşek \| \| Spielbericht \|                                                                                        | \| Playoff-Finale der Gruppe 3 \| \| 23. Mai 2018 um 16:00 Uhr in Ankara (Osmanlı Stadı) \| \| Ergebnis: 1:0 (1:0) \| \| Schiedsrichter: Bariş Şimşek \| \| Spielbericht \|                                                                                      | Kızılcabölükspor |
| Tarsus İdman Yurdu                                  | Bariş Türkmen – Sefa Durmuş (87. Mert Özdestici), Serkan Küçük, Abdurrahman Canlı, Muhammed Ali Kurt – Yasin Elmas, Nurullah Kaya (39. Alper Yener), Ibrahim Hırçın, Yilmaz Can Taşkıran (65. Samet Eker) – Ferhat Duman, Ergun Cengiz Cheftrainer: Özcan Kiziltan | Cihan Şentürk – Kaan Dorak, Ramazan Erarslan (84. Melih Vardar), Sedat Yahşi, Tayfun Sabri Gümüşoğlu, (5. Serkan Özen) – Anil Yildirim (60. Ilyas Ural), Mustafa Altun, Ali Helvacı, Gökhan Özer, Taygun Vurgun – Mustafa Ethem Erboğa Cheftrainer: Hasan Şermet | Kızılcabölükspor |
| Tarsus İdman Yurdu                                  | 1:0 Ergun Cengiz (13.) | | Kızılcabölükspor |
| Tarsus İdman Yurdu                                  | Yasin Elmas (43.), Abdurrahman Canlı (45.), Yilmaz Can Taşkıran (60.), Ergun Cengiz (62.), Muhammed Ali Kurt (74.), Alper Yener (90.+6') | Kaan Dorak (33.), Mustafa Altun (41.), Gökhan Özer (65.) | Kızılcabölükspor |
| Tarsus İdman Yurdu                                  | Tarsus İdman Yurdu ist durch diesen Sieg in die TFF 2. Lig aufgestiegen | | Kızılcabölükspor |
| Playoff-Finale der Gruppe 3                         | | |                  |
| 23. Mai 2018 um 16:00 Uhr in Ankara (Osmanlı Stadı) | | |                  |
| Ergebnis: 1:0 (1:0)                                 | | |                  |
| Schiedsrichter: Bariş Şimşek                        | | |                  |
| Spielbericht                                        | | |                  |

## Die Meistermannschaften

### Manisa BB (Gruppe 1)
| 1. | Manisa Büyükşehir Belediyespor |
|    | - Tor: Yusuf Balcıoğlu (29 Spiel/kein Tor); Ersel Çetinkaya (5/-); Ersel Çetinkaya (1/-) - Abwehr: Erhan Kara (31/5) Ufukhan Bayraktar (26/5); Mehmet Kuruoğlu (26/1); Oğuzhan Yazıcı (16/-); Çağrı Giritlioğlu (12/1); Hüseyin Cihan Avcu (11/-); Alper Sürücü (3/1); Semih Durmuş (1/-) - Mittelfeld: Abdurrahman Emir Alagöz (32/2); Mehmet Yılmaz (31/2); İsmail Köse (30/7); Umut Kaya (29/4); Olcay Turhan (29/2); Kaan Güdü (26/2); Kürşat Ergun Aydın (24/1); Tolga Şahin (17/1); Berkin Kamil Arslan (11/-); Harun Şanlı (5/-); Ergün Yıldız (5/1) - Angriff: Ali Öztürk (33/12); Alper Akçam (26/7); Tayyib Kanarya (15/5) - Trainer: Mustafa Ati Göksu |